# Museu de História de Arévalo
O Museu de História de Arévalo (Museo de Historia de Arévalo, em espanhol) também conhecido como Arevalorum, é um museu dedicado à história da cidade de Arévalo, na Espanha.

## A Coleção
O museu conta com sete salas em que são exibidos centenas de bens culturais relacionados com a historia Arévalo: peças do Calcolítico, da época romana, medieval e modernas, fotografias de monumentos arevalenses tomadas no século XX e maquetes de edifícios importantes da cidade como o antigo Palácio Real, o Castelo de Arévalo ou o Palácio do Sedeño.
O museu tem também uma sala de conferências em que continuamente projeta um documentário sobre a história do Arévalo, uma sala dedicada a Autun (cidade francesa geminada com Arévalo, desde 2005) e uma sala de exposições temporais.